# Mastacembelus frenatus
Mastacembelus frenatus är en fiskart som beskrevs av Boulenger, 1901. Mastacembelus frenatus ingår i släktet Mastacembelus och familjen Mastacembelidae. IUCN kategoriserar arten globalt som livskraftig. Inga underarter finns listade i Catalogue of Life.